# Giovan Francesco di Palma Mormanno
Giovan Francesco di Palma Mormanno (* im 15. Jahrhundert in Neapel; † 1572 ebenda) war ein Orgelbauer, Architekt und Maler. Er war vor allem in Neapel tätig.

## Leben und Werke
Giovan Francesco di Palma Mormanno war ein Sohn des Giustino di Palma und etwa ab 1505 ein Schüler des Giovanni Donadio, dessen Beinamen Mormanno oder Mormando er übernahm. 1526 heiratete er dessen Tochter Diana. Etwa um diese Zeit muss Donadio gestorben sein und Mormanno arbeitete fortan als Orgelbauer mit Alessandro Raimondi und mit Nicola de Spellis zusammen. Ab 1539 arbeitete er mit Andrea Scoppa, ab 1546 auch mit Giustino de Palma.
Mormanno und seine jeweiligen Partner bauten und bemalten diverse Orgeln, unter anderem 1539 für den Dom in Potenza, die Kirche Santa Maria dei Martin in Maranola bei Gaeta und die neapolitanischen Kirchen Spirito Santo, Santa Maria di Costaninopoli und San Gregorio Armeno (1541). Im Jahr 1545 kam die Orgel für die Kirche in Pescocostanzo und 1546 eine für die Kirche in Facto in der Capitanata hinzu, 1547 entstand die Orgel für das Kloster San Francesco in Cava, 1548 eine für den Dom von Neapel – die erste große Orgel dieses Gotteshauses – und in den folgenden Jahren Orgeln für die Kirchen Santa Chiara, San Lorenzo, Santa Maria dei Pignatelli, Sant’Angelo a Nilo, San Domenico und Santa Maria Maddalena, letztere im Jahr 1558.
Mormanno wurde ein geringeres architektonisches Können als seinem Schwiegervater bescheinigt, dessen Arbeit er aber fortgesetzt habe. 1532 baute Mormanno den Torrione bei der Porta San Gennaro, 1535 folgte sein eigenes Wohnhaus, das gegenüber von San Gregorio Armeno stand, im selben Jahr auch Santa Maria Donna Romita. 1537 wurde SS. Severino e Sossio fertiggestellt, 1540 der Palast des Alfonso de Turri bei Castel Capuano. In der Mitte der 1540er Jahre vollendete er den Palast an der Piazza San Domenico und das Casino einer Villa für Cosimo Pinelli. Es folgte 1547 der Chor von Santa Patrizia und in den darauffolgenden Jahren der Palazzo Gravina. In fortgeschrittenem Alter schuf Mormanno die Portale für Santa Maria delle Grazie a Caponapoli und für San Gaudioso (1560), 1561 erweiterte er das Kloster von Santa Maria Donna Regina, 1563 das von Santa Maria Donnalbina und 1570 die Bauten von San Pietro Martire sowie Santa Maria Regina Coeli.
Etwa von 1561 bis 1570 gehörte er dem Tribunale della Mattonata als Architekt an; diese Behörde war für öffentliche Arbeiten, insbesondere für den Straßenbau, zuständig. Seine Söhne Giulio Cesare und Giovanni Andrea führten seine Arbeit fort.